# Jacobus Theodorus Wiebes
Jacobus Theodorus „Koos“ Wiebes (* 13. September 1931 in Rotterdam; † 6. Dezember 1999 in Leiderdorp) war ein niederländischer Entomologe, Evolutionsbiologe und Museumsleiter. Sein Forschungsschwerpunkt galt der Familie der Feigenwespen.

## Leben
Wiebes hatte einen Zwillingsbruder. Sein Vater war ein leitender Bauingenieur in der Wasserbehörde Rijkswaterstaat. Nach dem Abitur in Vlissingen absolvierte Wiebes in den Jahren 1949 bis 1957 ein Biologiestudium an der Universität Leiden mit der Absicht, den Lehrerberuf zu ergreifen. Einen Großteli seiner Forschung während des Magisterstudiums widmete er der Taxonomie, der Faunistik und Ökologie der Spinnenfamilien Lycosidae und Pisauridae. 1963 wurde er unter der Leitung von Hilbrand Boschma mit der Dissertation Taxonomy and host preferences of Indo-Australian fig wasps of the genus Ceratosolen (Agaonidae) zum Ph.D. promoviert. Von 1954 bis 1955 arbeitete Wiebes als Assistent in der zoologischen Abteilung der Universität Leiden. Von 1955 bis 1985 war er Assistent am Rijksmuseum van Natuurlijke Historie (heute Naturalis) in Leiden. Bereits nach seinem Magisterabschluss war er als wissenschaftlicher Mitarbeiter zunächst für die Käfersammlung des Museums zuständig. Bald darauf widmete er sich den von Jacobus van der Vecht in Indonesien gesammelten Feigenwespenarten, was zum Gegenstand seiner Doktorarbeit wurde. 1964 erhielt Wiebes ein Stipendium des Pieter-Langerhuizen-Fonds, das es ihm ermöglichte, fast sechs Monate lang Feigenwespen auf den Philippinen zu sammeln. In der Zeit von 1961 bis 994 veröffentlichte er, teilweise mit Koautoren, 75 Primär- und 14 Sekundärarbeiten über Feigenwespen.
Er beschrieb viele neue Taxa und behandelte einen Großteil der allgemeinen Taxonomie und Phylogenese, hauptsächlich der Feigenwespen der Alten Welt. Seine Zusammenarbeit mit Feigenspezialisten wie dem Botaniker Cornelis Christiaan Berg, aber auch dem französischen Ehepaar Georges Michaloud und S. Michaloud-Pelletier führte zu Ergebnissen, die weltweit Aufmerksamkeit erregten. Hinsichtlich der Käfer widmete er sich den Familien Carabidae, Cetoniidae und Helodidae (heute Scirtidae).
1965 wurde Wiebes zum stellvertretenden Direktor dea Rijksmuseum van Natuurlijke Historie befördert, trat aber 1970 zurück, als er auf den Lehrstuhl für Systematische Zoologie und Evolutionsbiologie an der Universität Leiden berufen wurde, wo er fast 14 Jahre tätig war.
Wiebes initiierte Studien über den Gespinstmotten-Komplex der Gattung Yponomeuta und ihrer Wirtspflanzen in West- und Mitteleuropa und untersuchte die Artbildung im Kontext von Ökologie, Taxonomie und Phylogenie. Für dieses neue Vorhaben, das vornehmlich die Probleme der Artbildung behandelte, engagierte er Willem Marinus Herrebout und den leitenden Techniker P. J. Kuiten. Die meisten Publikationen, die aus diesem Forschungsprojekt hervorgingen, wurden von Herrebout und seinen Studenten sowie einer Reihe von Doktoranden verfasst. 1982 kehrte Wiebes an das Rijksmuseum van Natuurlijke Historie zurück, wo er bis 1984 Interimsdirektor war. 1984 wurde er zum Direktor des gerade fusionierten Nationalmuseums für Zoologie (Rijksmuseum van Natuurlijke Historie) und Geologie (Rijksmuseum voor Geologie en Mineralogie) befördert, wo es ihm gelang, den Kultusminister davon zu überzeugen, die „nationale Präsentation“ im Bereich der Naturgeschichte in Verbindung mit dem Museum in Leiden einzurichten. Dies führte schließlich zu einem repräsentativen Neubau und zur Eröffnung des Museums Naturalis im Jahr 1998.
Im Jahr 1978 wurde er zum Mitglied der Königlich Niederländischen Akademie der Wissenschaften  in Amsterdam gewählt, wo er später in verschiedenen Räten tätig war. Gesundheitliche Probleme zwangen ihn 1989 in den Vorruhestand. Dies hinderte ihn jedoch nicht daran, seine Arbeit über die Feigenwespen fortzusetzen und abzuschließen. 1995 erschien seine letzte Monographie The New World Agaoninae.